# Marek Pakosta
Marek Pakosta (Litomyšl, 21 de abril de 1969) es un deportista checo que compitió en voleibol, en la modalidad de playa. Ganó una medalla de oro en el Campeonato Europeo de Vóley Playa de 1996.

## Palmarés internacional
| Campeonato Europeo | Campeonato Europeo | Campeonato Europeo | Campeonato Europeo |
| Año                | Lugar              | Medalla            | Pareja             |
| ------------------ | ------------------ | ------------------ | ------------------ |
| 1996               | Pescara (Italia)   | Medalla de oro     | Michal Palinek     |